# タルックナ

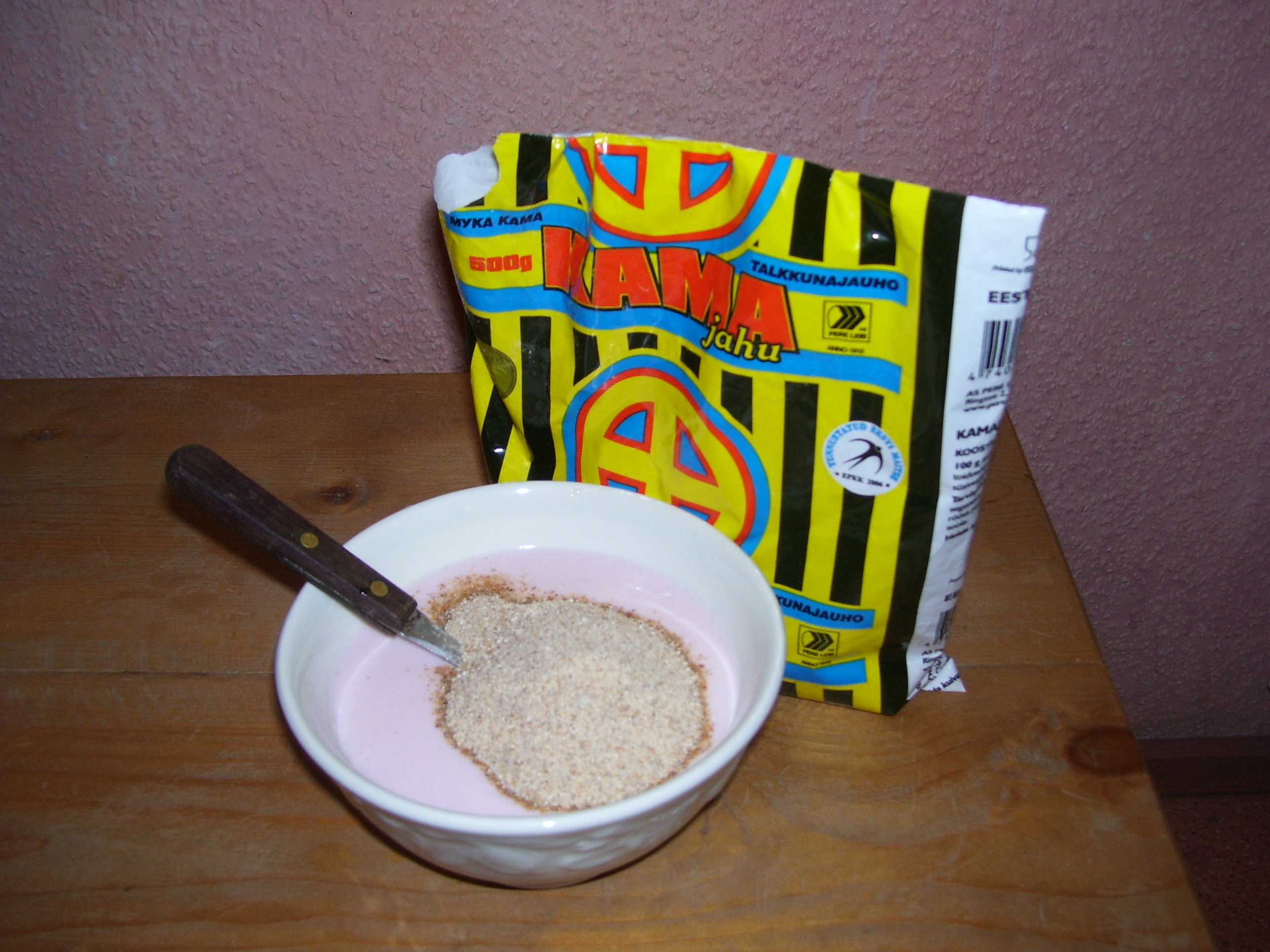
ボウルにはいったカマ

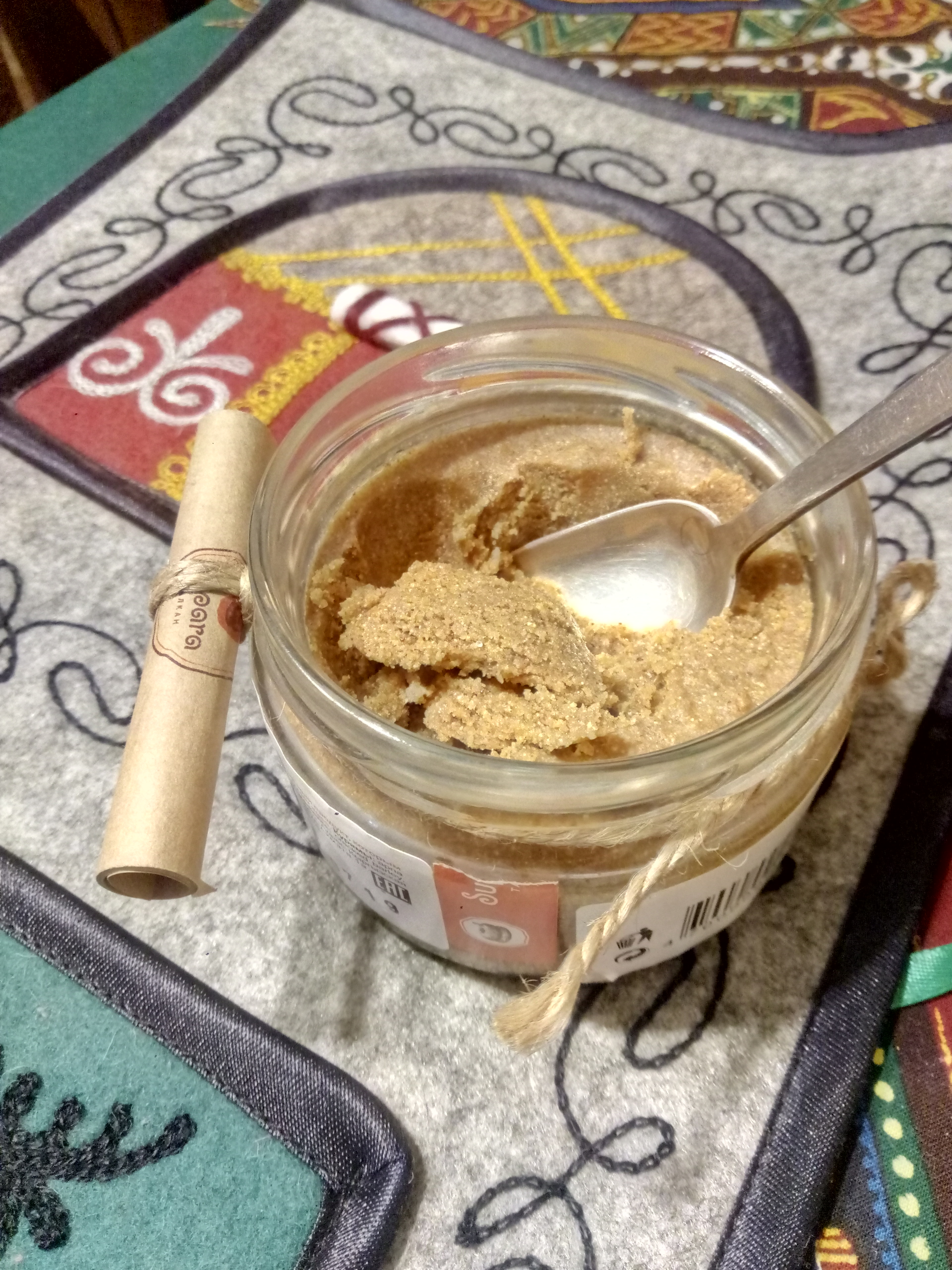
蜂蜜とローストした小麦粉から作ったタルカン

タルックナ(Talkkuna)は、エストニア、フィンランド、ロシア、トルコの伝統的な食材であり、細かく挽いたミックス粉である。タルックナはフィンランドでの呼び名で、エストニアではカマ(Kama)、ロシアではTolokno、トルコではタルカン(Talqan)と呼ばれる。ローストしたオオムギ、ライムギ、エンバク、エンドウの粉末の混合物である。エンバク粉を小麦粉に置き換えたり、黒いんげん豆粉を加えることもある。フィンランドでは、穀物を最初に蒸し、その後それを挽いて、最後にローストすることで、タルックナを作る。
「古来からのカマは、腐りにくく運びやすい食糧で、バターやラードで包むと、すぐにお腹を満たすスナックになる。既にローストされたものなので、焼く必要はない。」
現在では、デザートの材料として用いられている。牛乳、バターミルクまたはケフィア等と混ぜて朝食に食べられることが多い。しばしば砂糖やブルーベリー等で甘味を付けられる。他の果物や蜂蜜を使ったり、甘くしないまま食べることもある。また特にエストニアやフィンランドでは、ベリー類と合わせて、牛乳のデザートや酸味のあるデザートにも用いられる。
エストニアでは国民食であり、土産として買うこともできる。
スウェーデンのヴェルムランド地方で伝統的に作られるskrädmjölは、ローストしたエンバクのみからなる。w:Forest Finnsによりこの地に持ち込まれた。
チュルク語族ではタルカンと呼ばれ、ローストしたオオムギやコムギの粗挽きや細挽きの粉を指す。アルタイ人、ノガイ族、バシキール人、カザフ人、タタール、トゥバ人、ウズベク人、ハカス人の料理でも用いられる。